# Baratti (plaats)
Baratti is een plaats (frazione) in de Italiaanse gemeente Piombino.

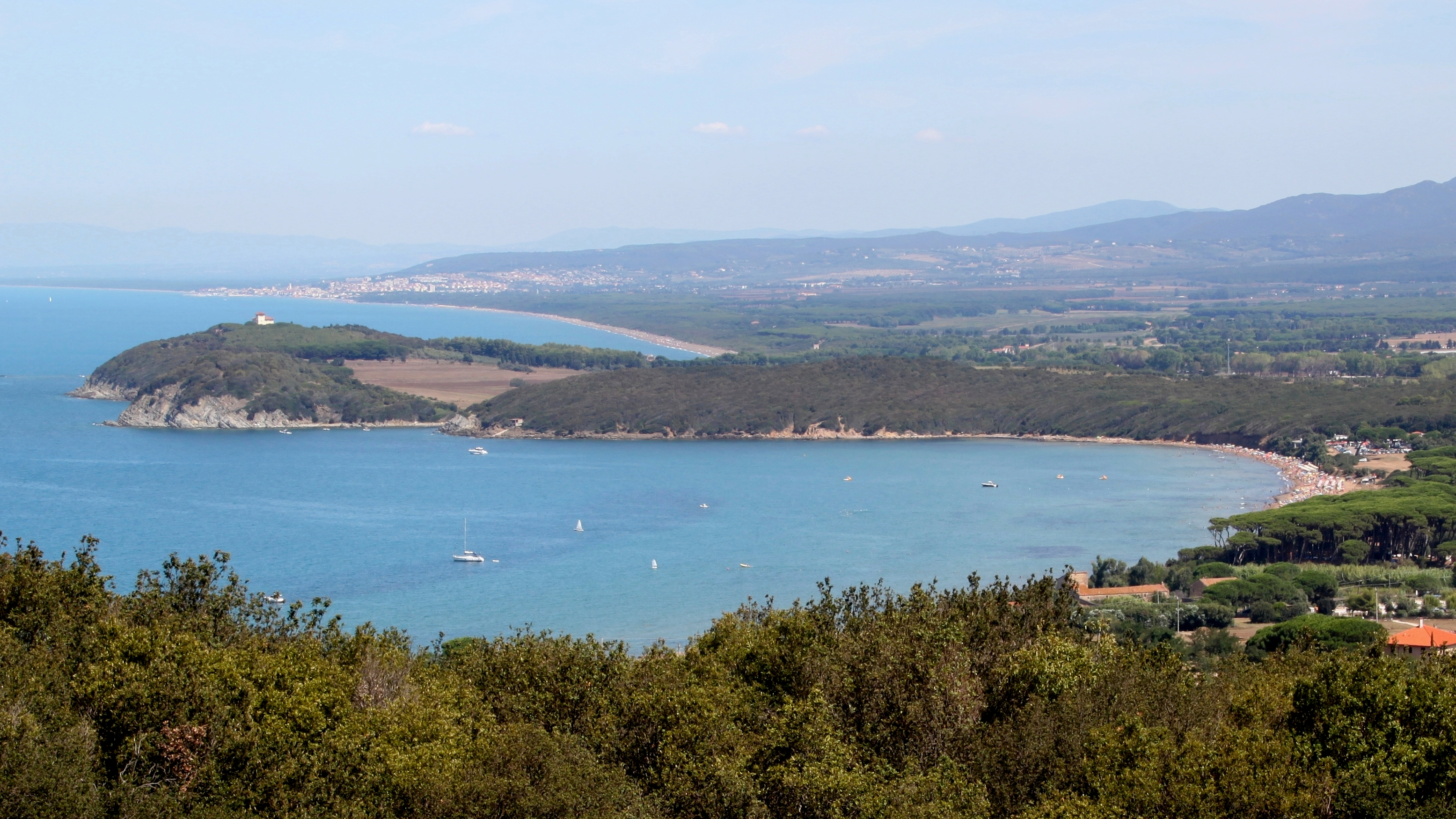
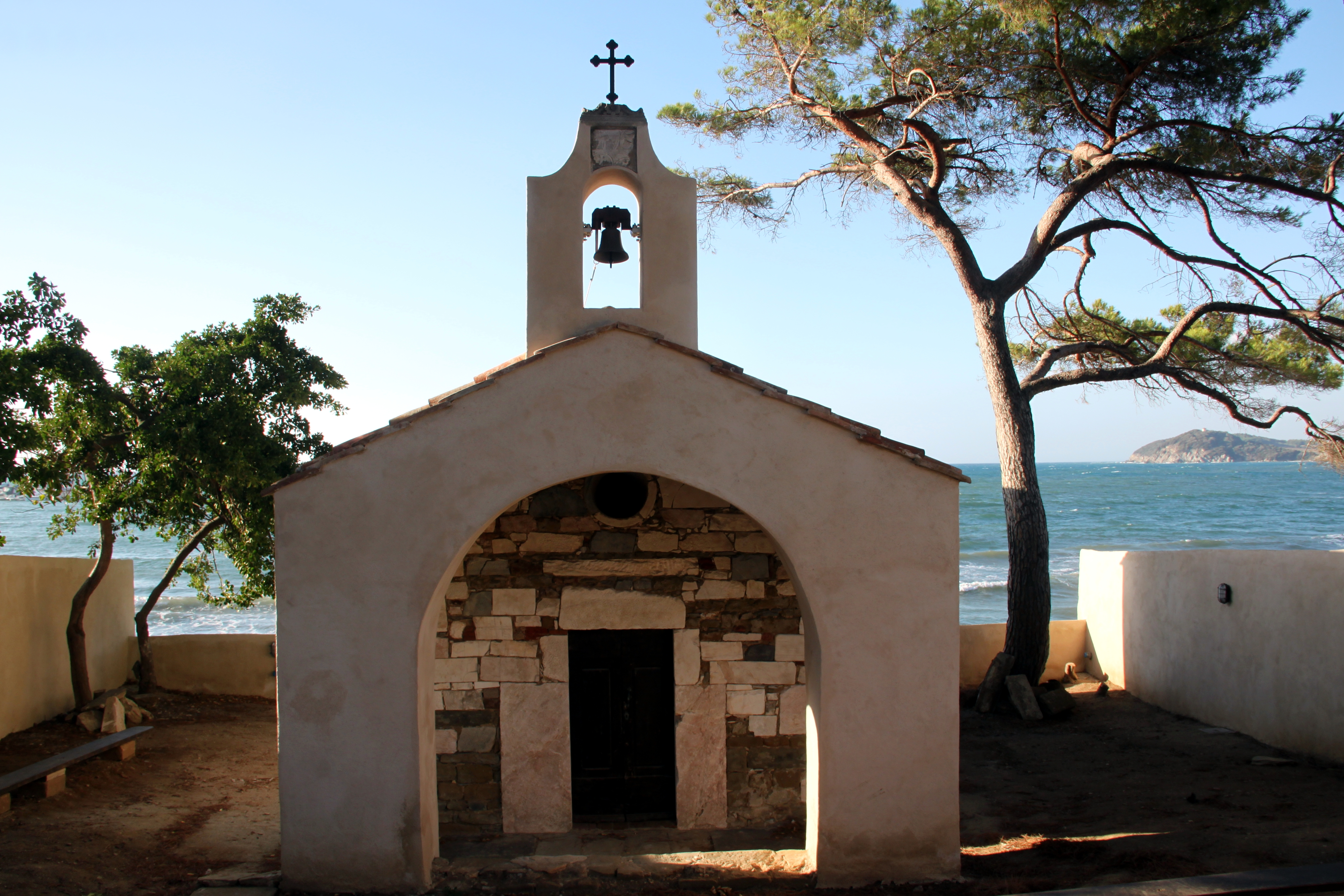
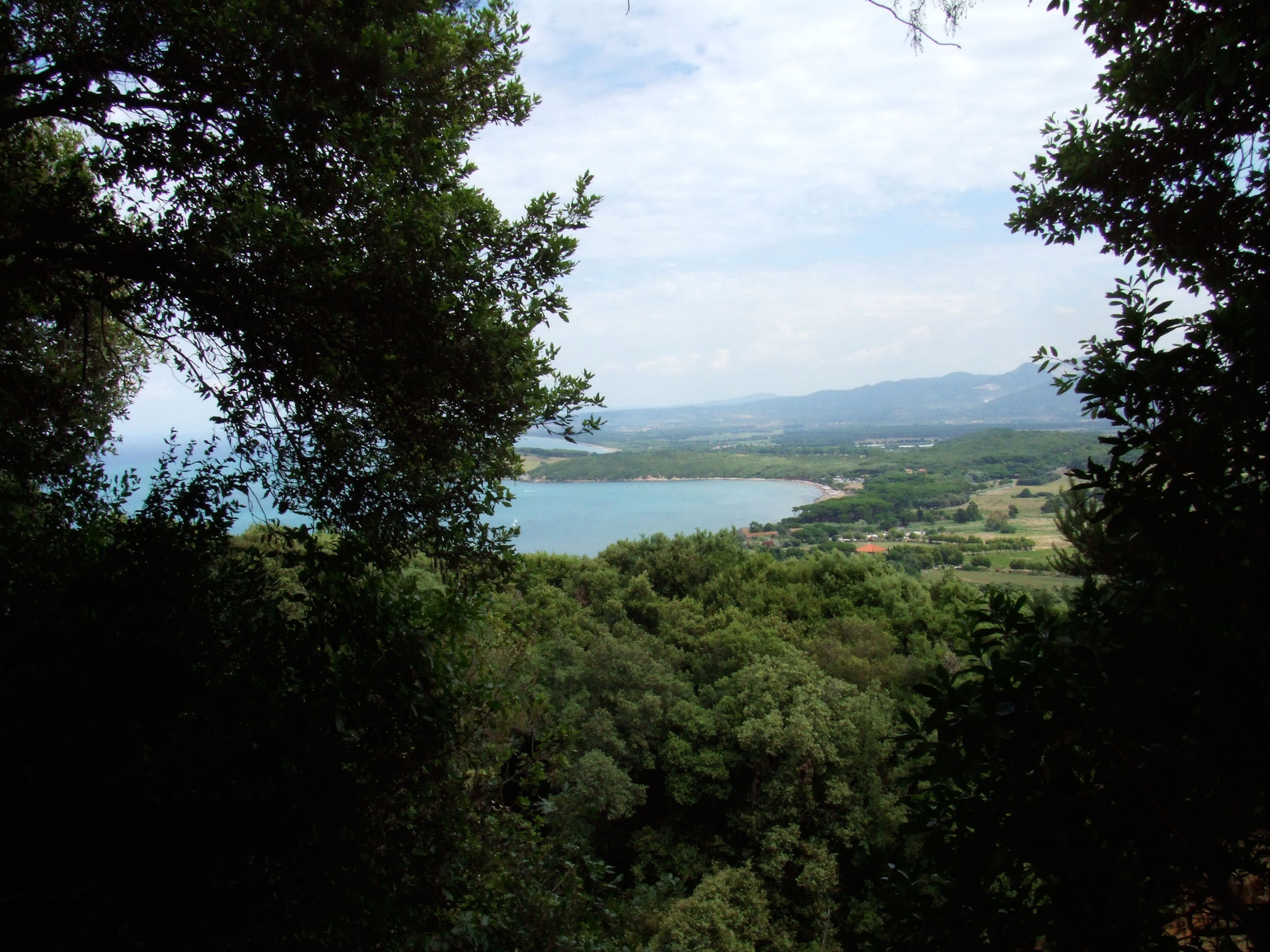
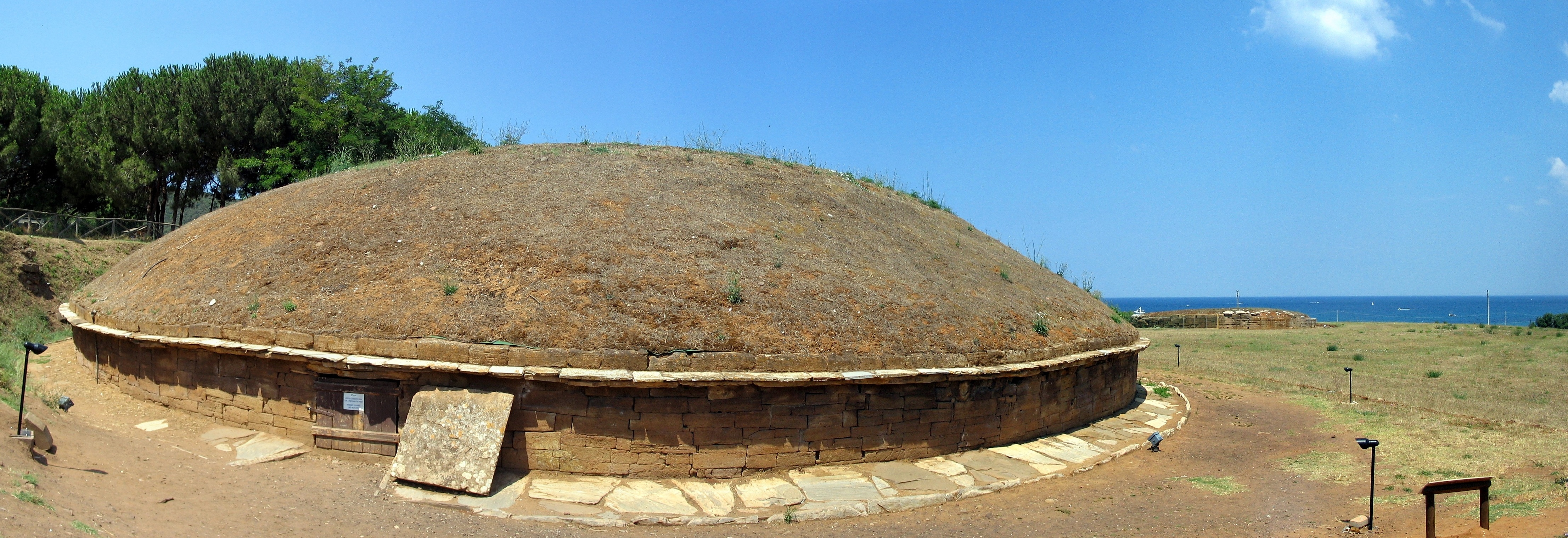